# Lungszar Dordże Cogjal

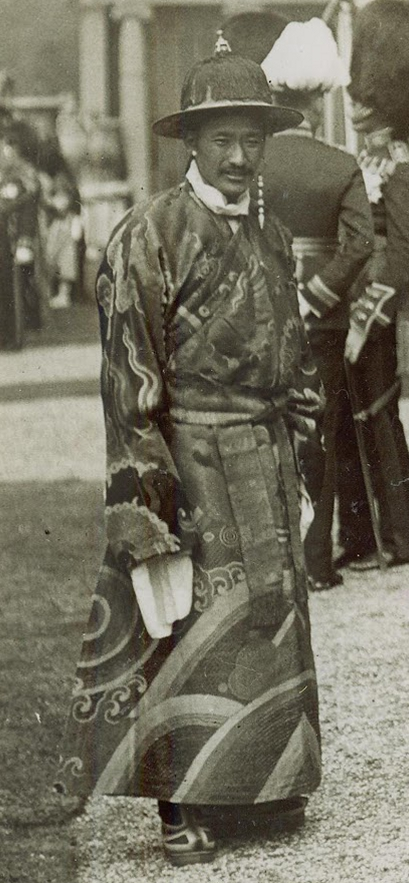
Lungszar

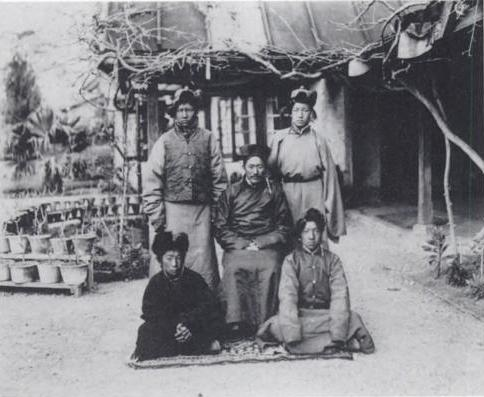
Lungszar wraz z czwórką Tybetańczyków niedługo przed opuszczeniem Anglii

Lungszar Dordże Cogjal (tyb. ལུང༌ཤར༌རྡོ་རྡྟེ་མཚོ་རྒྱལ, wylie: lung-shar rdo-rje mtsho-rgyal; ur. 1880 lub 1881, zm. 1938) – tybetański polityk, wojskowy, lekarz, muzyk, filozof i poeta, jeden z najbliższych współpracowników XIII Dalajlamy.

## Życiorys
Wywodził się ze zubożałego rodu arystokratycznego, znanego już w czasach V Dalajlamy. W listopadzie 1912 został wysłany przez Dalajlamę do Europy. Oficjalnym powodem jego misji było towarzyszenie czterem tybetańskim chłopcom, mającym rozpocząć naukę w szkole w Rugby. Podczas swego pobytu w Wielkiej Brytanii studiował na kilku uniwersytetach, poznając zasady funkcjonowania systemu demokratycznego i monarchii konstytucyjnej. Spotykał się z indyjskimi, japońskimi i chińskimi politykami, domagał się także audiencji u króla Jerzego V. Uważając, że w interesie Tybetu leży wyjście z międzynarodowej izolacji, odwiedził z misjami dyplomatycznymi również 6 innych krajów europejskich.
Gdy powrócił do kraju w 1914, władca powierzył mu przeprowadzenie modernizacji państwa. Jego polityczna pozycja stopniowo ulegała wzmocnieniu. W 1929 objął stanowisko głównodowodzącego armii. Pełniąc tę funkcję, zwiększył liczebność sił zbrojnych, a także wysokość żołnierskiego żołdu. Wprowadził również nowe mundury, wzorowane na brytyjskich. Podejmowane przez niego aż do końca urzędowania działania, zmierzające do stworzenia silnego i nowoczesnego wojska, nie przyniosły jednak oczekiwanych rezultatów, głównie ze względu na opór konserwatywnych kół rządowych i religijnych. Wspomniane niepowodzenia nie zachwiały mimo wszystko jego karierą. W momencie śmierci XIII Dalajlamy (1933) był zaliczany do najpotężniejszych ludzi w kraju. Podczas walk o władzę, jakie wybuchły po zgonie monarchy, został, na skutek intryg arystokracji lhaskiej, aresztowany pod zarzutem zdrady stanu (1934), a następnie skazany na konfiskatę dóbr ziemskich i wyłupienie gałek ocznych. Wyrok wykonano w maju 1934. Po czterech latach został wypuszczony z więzienia. Wkrótce potem zmarł.
Jeden z jego synów, Lhalu Cełang Dordże, w połowie lat 40. XX wieku wszedł w skład kaszagu.